# Quintanilla de Urz
Quintanilla de Urz è un comune spagnolo di 152 abitanti situato nella comunità autonoma di Castiglia e León.